# Breedspoor
Breedspoor is een spoorweg met een spoorwijdte groter dan 1435 millimeter (normaalspoor).
Breedspoor heeft als voordeel dat het spoor stabieler is en dat de treinen rustiger rijden, vooral bij hogere snelheden. Bovendien kunnen de treinen breder zijn. Dit is echter niet meer dan een vuistregel, de maximale breedte van een railvoertuig wordt bepaald door het omgrenzingsprofiel van de lijnen waarop het wordt gebruikt, niet van de spoorbreedte. De nadelen zijn de hogere bouwkosten en de grotere minimumboogstralen. Voor spoorwegen is standaardisatie van de spoorwijdte van groot belang. De voordelen van breedspoor wegen niet op tegen de voordelen van standaardisatie; dit is ook vaak reden geweest breedspoor later te versmallen tot normaalspoor. Er is echter een aantal netwerken waar de keuze voor breedspoor historisch is ontstaan en nooit meer is veranderd.

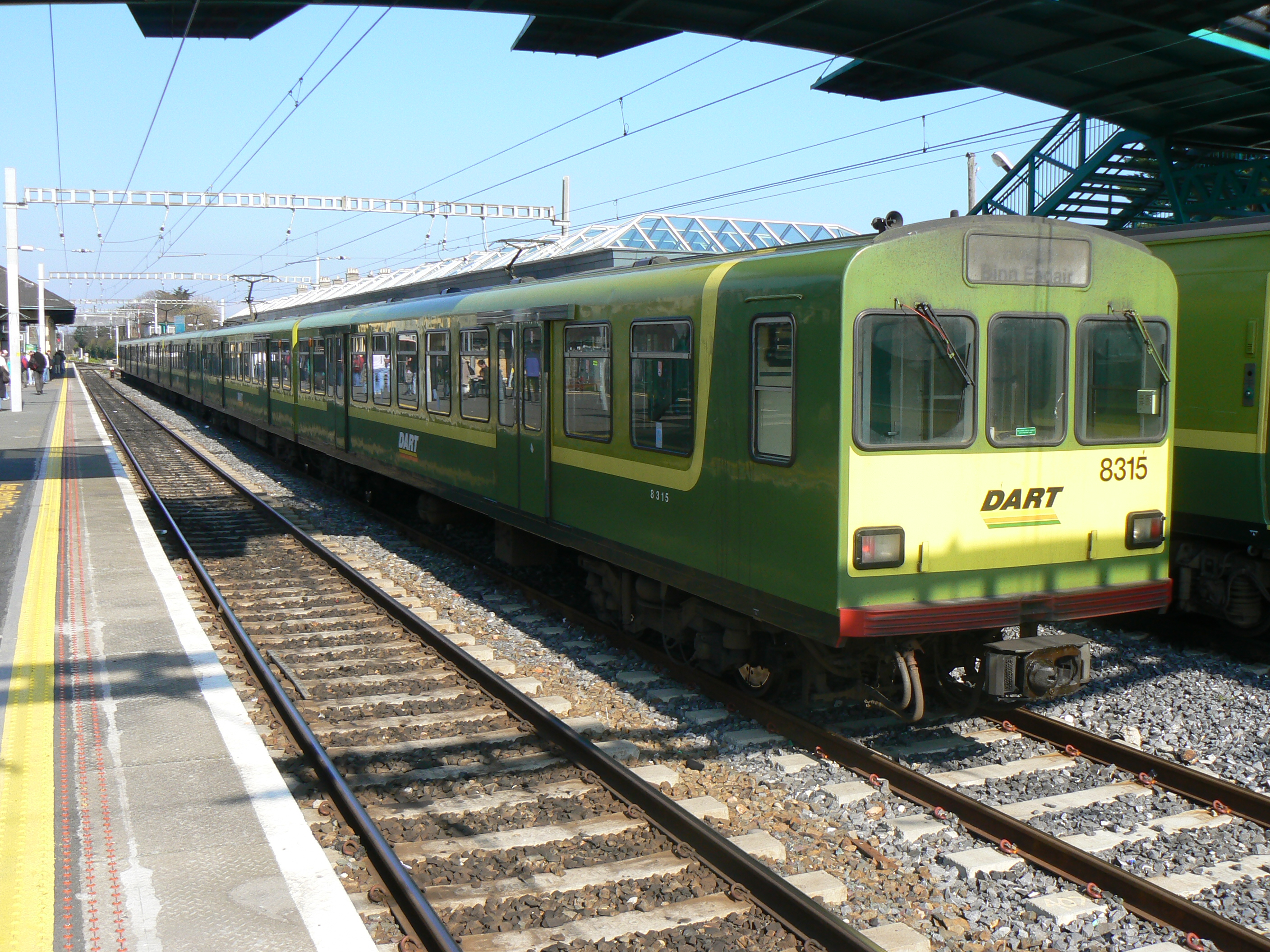
Breedspoor (1600 mm) in Ierland

## Toepassingen van breedspoor

### Breedspoor in Engeland
Een van de grote promotors van breedspoor was de Engelse visionaire ingenieur Isambard Kingdom Brunel. Hij zag de enorme schaalvergroting die de industriële revolutie met zich mee zou brengen. Hij bouwde onder meer zeer grote schepen. Breedspoor paste ook in zijn visie van schaalvergroting en onder zijn invloed werd de Great Western Railway met breedspoor van 2140 mm aangelegd. Echter, de aanleg van het Engelse spoorwegnet op normaalspoor was al zo ver voortgeschreden dat de standaard gezet was, en vanaf 1864 werden alle breedspoorwegen verbouwd naar normaalspoor. De Great Western Railway werd op 21 mei 1892 als laatste verbouwd naar normaalspoor, een omvangrijke operatie waar in totaal tot 4.200 man voor ingeschakeld werden.

### Breedspoor in Ierland
In Ierland rijden de treinen op 1600 mm.

### Breedspoor in Nederland

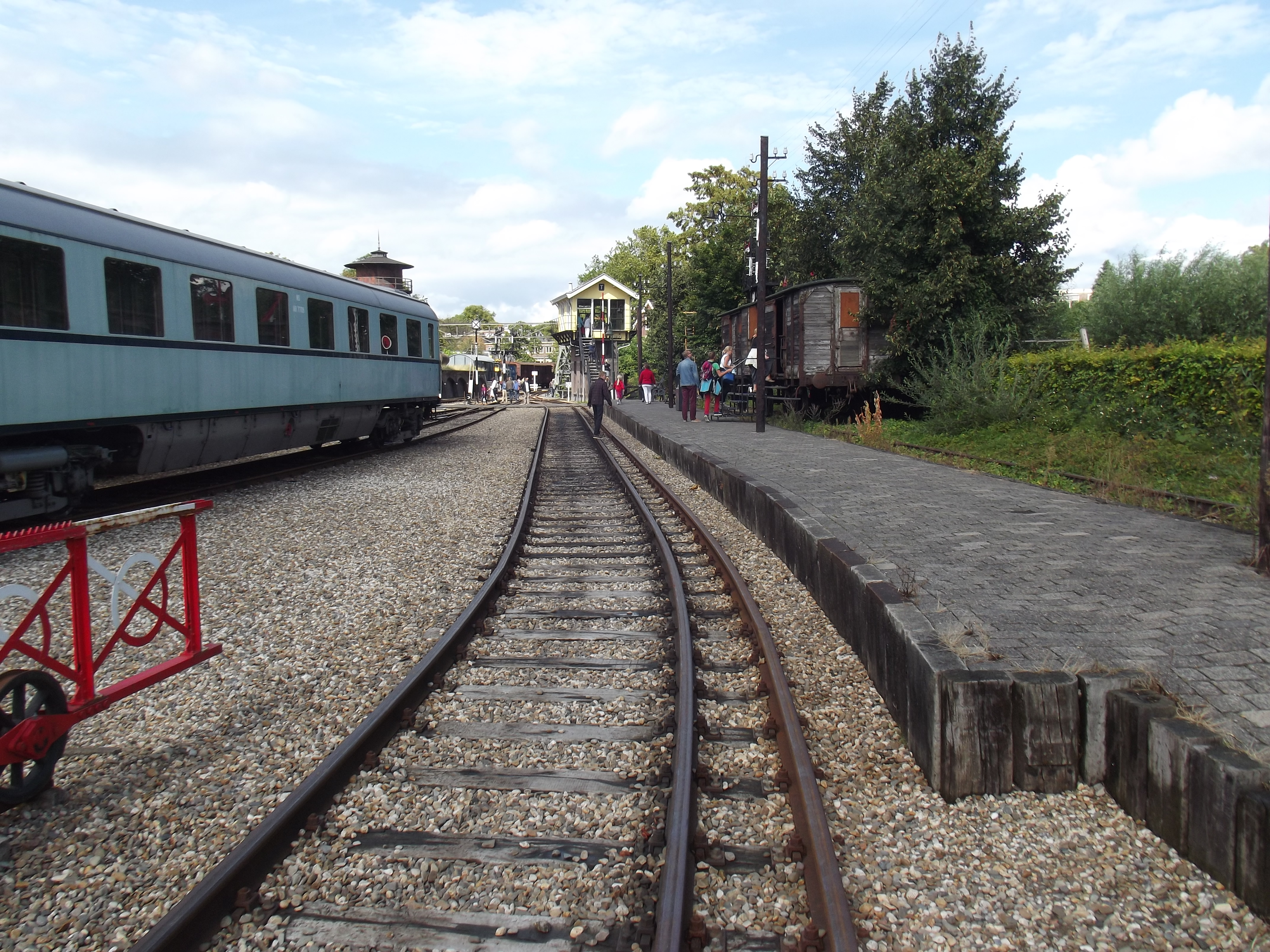
Een stukje breedspoor in het Spoorwegmuseum in Utrecht

De eerste spoorlijnen in Nederland zijn, geïnspireerd door Brunel en zijn Great Western Railway, eveneens op breedspoor (1945 mm) aangelegd. Men dacht daarmee over de meest geavanceerde technologie te beschikken. De spoorlijnen van Amsterdam naar Rotterdam via Haarlem, Leiden en Den Haag (Oude Lijn) en van Amsterdam naar Utrecht en Arnhem (Rhijnspoorweg) werden tussen 1839 en 1847 in breedspoor aangelegd. Toen de Nederlandse spoorwegen de Duitse grens bereikten was men genoodzaakt alsnog de bestaande spoorlijnen naar normaalspoor te verbouwen om doorgaand treinverkeer van Nederland naar Duitsland mogelijk te maken. In de periode tot 1866 werd het aanwezige breedspoor verbouwd tot normaalspoor.
Op het terrein van Het Spoorwegmuseum in Utrecht is een breedspoortraject van 1945 mm aangelegd voor demonstratieritten.

### Russisch breedspoor
In het Russisch Rijk werd om strategische redenen gekozen voor breedspoor. De mislukte invasie van Napoleon en de verloren Krimoorlog waren nog niet vergeten. Men koos voor een spoorbreede van 1524 mm (5 Engelse voet) om te verhinderen dat het Russische spoorwegnet bij een verovering gebruikt kon worden. Het verschil van 89 mm met Europees normaalspoor bleek meer een economisch en technisch nadeel en nauwelijks een effectieve verdedigingsmaatregel. Na de Duitse invasie van 1941 bouwden de Duitsers de sporen om tot normaalspoor, waardoor ze hun legers toch konden bevoorraden. Toen de kansen keerden deden de Russen het omgekeerde: de spoorlijnen die zij heroverden werden weer terugveranderd naar breedspoor.
Later zijn de Russen van 1524 millimeter overgestapt op 1520 millimeter, een verschil van 4 millimeter dat geen problemen oplevert. In Finland (dat tot 1918 deel uitmaakte van Rusland) wordt nog 1524 millimeter gebruikt. In de Russische stad Sint-Petersburg bestaat het hele tramnetwerk uit breedspoor.
Vanuit Oekraïne werd in de Sovjettijd een breedspoorlijn (Linia Hutnicza Szerokotorowa) tot ver in Polen aangelegd, namelijk tot Cieśle, in de buurt van Katowice. Een dergelijke lijn bestaat ook tussen Čop (Oekraïne) en Hutniky in Slowakije. Ook naar Hongarije is een breedspoorlijn aangelegd. Op deze lijnen rijden alleen goederentreinen.
De spoorwegen in de Baltische staten zijn in de Russische tsaren- en Sovjettijd aangelegd met Russisch breedspoor. Om de landen aan te sluiten op het Europese normaalsporig spoornet wordt een nieuwe Noord-Zuid spoorverbinding aangelegd die de drie landen verbindt met Polen: de Rail Baltica.
Ook in Oekraïne, ooit een Sovjetrepubliek, rijdt men op Russisch breedspoor. Tijdens de oorlog in Oost-Oekraïne werd dat door Oekraïne een strategisch en economisch nadeel gevonden, verbindingen met West-Europa waren te moeilijk en met Rusland te makkelijk. Daarom zijn er plannen om normaalspoor aan te leggen in Oekraïne.

### Iberisch breedspoor
Spanje koos voor een spoorwijdte van 6 Castiliaanse voet oftewel 2 Spaanse vara (1672 mm). Bij die keuze speelde het bergachtige Spaanse landschap mee, waarin breedspoor krachtiger locomotieven mogelijk maakte. Portugal koos voor een spoorwijdte van 1665 millimeter, hetgeen gelijk is aan 5 Portugese voet. In 1952 besloten Spanje en Portugal om samen gefaseerd over te stappen op een spoorwijdte van 1668 mm, aangeduid als het Iberisch breedspoor.
Deze historisch keuze maakt dat er bij treinvervoer over de Pyreneeën aan de grens in veel gevallen van trein gewisseld moet worden of de trein moet worden omgespoord. Dit gebeurt aan de oceaanzijde in de stations Hendaye (Frankrijk) en Irun (Spanje), en aan de Middellandse Zee in de stations Portbou en Cerbère. Deze plaatsen hebben daardoor elk een naar verhouding zeer groot (internationaal) treinstation.
De Spaanse hogesnelheidslijn AVE is uitgevoerd in normaalspoor. Hierdoor kunnen de hogesnelheidstreinen niet op het Spaanse breedspoornet rijden, maar is het Spaanse hogesnelheidsnet wel aangesloten op het spoornet van de rest van West-Europa. Vanuit Madrid en Barcelona rijden hogesnelheidstreinen naar Frankrijk. Sommige binnenlandse hogesnelheidstreinen worden omgespoord bij omsporingstations zodat deze door kunnen rijden naar/van het breedspoornet. Vanuit de haven van Barcelona kunnen goederentreinen op normaalspoor naar Frankrijk en verder naar het noorden rijden. Er zijn plannen om deze normaalspoorverbinding voor goederen door te trekken naar Tarragona.
De metro van Barcelona kent naast normaalspoorlijnen en meterspoorlijnen ook een metrolijn, lijn 1, met Iberisch breedspoor.
De metro van Madrid heeft een ongebruikelijke (breed)spoorwijdte van 1445 millimeter.

### Indiaas breedspoor
In India gebruikt men vrijwel dezelfde spoorbreedte (1676 mm), maar dat heeft historisch niets met de Iberische spoorwijdten te maken. Het Indiase breedspoor is namelijk door de Britten geïntroduceerd en is precies 5 Engelse voet en 6 inch.

### Nazi-Duitsland
Adolf Hitler plande een Duitse breedspoorweg, de Breitspurbahn, met een zeer grote spoorwijdte van maar liefst 3000 mm. Men wilde München, Hamburg en Linz behalve met normaalspoor ook met breedspoor verbinden. Dit plan werd echter vanwege de oorlog en later de val van het regime nooit uitgevoerd.

### Andere toepassingen
Zie de lijst van spoorwijdten voor een compleet overzicht van de toepassing van breedspoor.

## Omsporen
De verschillen maken het problematisch om doorgaande treinen over de grens van de spoorwijdtes te laten rijden. Meestal moet er dan ook worden overgestapt.
Op het eerste gezicht lijkt het eenvoudig om vier wielen op een as te klemmen. Een trein kan dan zonder meer van de ene spoorwijdte op de andere doorrijden. In werkelijkheid is dit niet haalbaar, doordat de wielen op de wissels vastlopen. Inmiddels zijn er verschillende technische systemen waardoor treinen aan de grens omgespoord kunnen worden.
Bij de oudste methode wordt het wielstel of het gehele draaistel aan de grens verwisseld. In de omspoorinstallatie ligt een dubbel spoor, dat wil zeggen vier rails naast elkaar, het smalspoor binnen het breedspoor. De locomotief wordt afgekoppeld. Langs het spoor staan dommekrachten waarmee de hele trein wordt opgevijzeld, waarbij de draaistellen blijven staan. Een lage motorwagen duwt de oude draaistellen weg en trekt nieuwe draaistellen onder de trein. Daarna laat men de trein weer zakken en kan een nieuwe locomotief aangekoppeld worden. De procedure is tijdrovend (2 tot 3 uur) en arbeidsintensief. Daarom wordt deze methode niet meer toegepast aan de grens tussen Frankrijk en Spanje. Tussen West-Europa en de voormalige Sovjet-Unie en tussen dat gebied en de Volksrepubliek China wordt deze methode nog wel toegepast.
De internationale Talgo-treinen tussen Frankrijk en Spanje hebben een systeem waarbij de wielen op een speciaal overgangsspoor naar de juiste spoorwijdte schuiven. Dit proces kost slechts enkele minuten.
De Poolse spoorwegen hebben een vergelijkbaar systeem ontwikkeld, dat wordt toegepast tussen Polen en Litouwen en tussen Polen en Oekraïne. De eerstgenoemde overgang zal met de komst van Rail Baltica overbodig worden.
Lijst van spoorwijdten